# Sofía Casanova

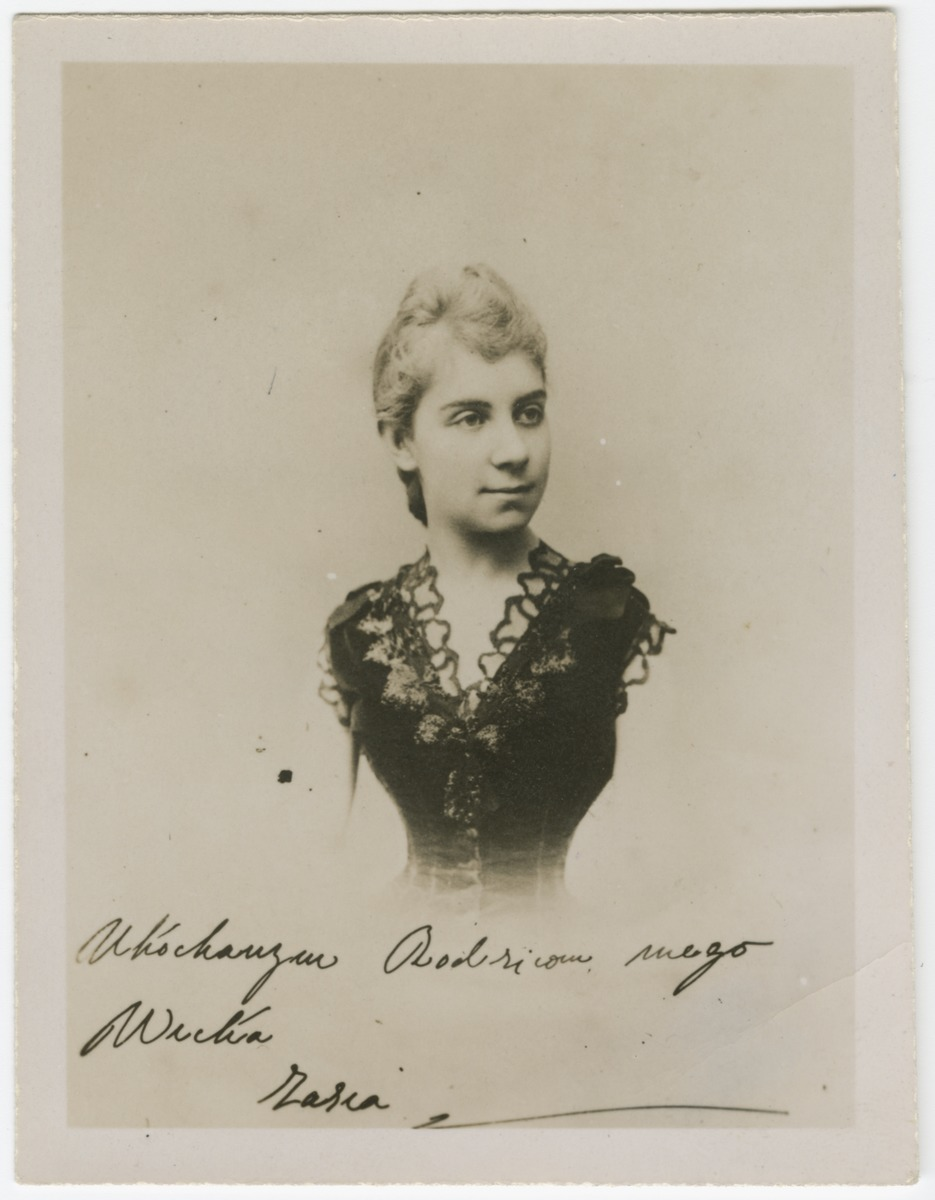
Sofía Casanova

Sofía Guadalupe Pérez Casanova de Lutosławski (* 30. September 1861 in Almeiras, Culleredo, Provinz A Coruña; † 16. Januar 1958 in Posen) war eine spanische Journalistin, Dichterin und Romanautorin, die als erste Spanierin ständige Auslandskorrespondentin und Kriegsberichterstatterin wurde.

## Leben

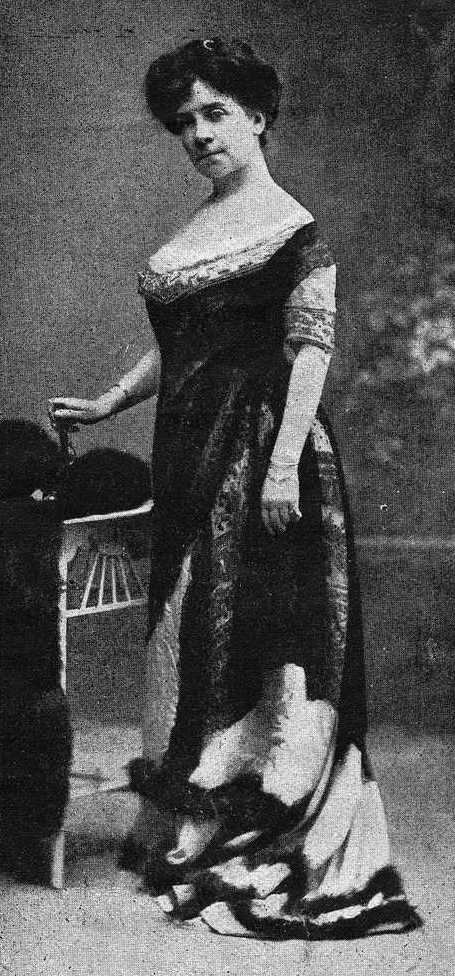
Sofía Casanova, Aufnahme aus der Monatszeitschrift Vida Gallega, 1919

Sofía Guadalupe Pérez y Casanova wurde als leiblichen Tochter von Rosa Casanova Estomper, geboren in New Orleans, und Vicente Pérez Eguía, einem in San Martín de Valongo, Cortegada geborenen Lithografen, geboren, die zwei Jahre nach ihrer Geburt heirateten. Nach der Geburt ihres dritten Kindes verließ der Vater die Familie, als Sofia noch sehr jung war, und da sie keine Mittel hatten, lebten sie bei ihren Großeltern mütterlicherseits in San Julián de Almeiras und überlebten dank der finanziellen Unterstützung des Großvaters, Juan Bautista Casanova Pla Cancela, einem Seemann von Beruf.
Sie besuchte zunächst die örtliche Schule einer gewissen Doña Concha und später das Konservatorium in Madrid, wohin sie mit Mutter, Geschwistern und den Großeltern mütterlicherseits gezogen war. Sie studierte Poesie und Deklamation und nahm teil an der Madrider literarischen Szene, wo sie sich mit Sofía Tartilán, Filomena Dato, Emilia Pardo Bazán und insbesondere Blanca de los Ríos befreundete.
Zum ersten Mal wurden ihre Gedichte im Alter von fünfzehn Jahren in der Zeitschrift Faro de Vigo veröffentlicht, nachdem ihre Mutter die Gedichte in ihrem Zimmer gefunden und an die Zeitschrift geschickt hatte. Anfang der 1880er Jahre hatte sie sich bereits einen Namen als vielversprechende junge Dichterin gemacht. Zu dieser Zeit begann sie auch ihre Karriere als Schauspielerin und trat zwischen 1878 und 1882 am Teatro Español auf.
Sie wurde von dem Dichter Ramón de Campoamor y Campoosorio protegiert, der sie in die literarischen Versammlungen am Hofe von König Alfons XII. und bei Leopoldo Augusto de Cueto, dem Marqués de Valmar, einführte. Letzterer wurde zu einem guten Freund und Mentor und verhalf ihr zur Veröffentlichung ihrer Gedichte in Madrider Zeitschriften wie Telegrama, El Obrero, Flores y Pestas, Semana Literaria und Imparcial, sowie auch in La Ilustración (Barcelona), Domingos del Faro und Folletín (Galicien). Im Jahr 1885 bezahlte der Monarch selbst die Veröffentlichung ihres Buches Poesías. Den Biographen Alfons XII. zufolge war die Schwäche, die er für Sofia empfand, zum Teil auf ihre große Ähnlichkeit mit seiner jüngeren Schwester Eulalia zurückzuführen.
Über Campoamor lernte sie den polnischen Professor, Philosophen und Diplomaten Wincenty Lutosławski bekannt, einem polyglotten Platon-Experten, der aus Frankreich nach Madrid kam und sich mit dem Pessimismus in der spanischen Literatur befasste, worüber er später auch ein Buch veröffentlichte. Sie heirateten am 19. März 1887 in der Iglesia de San Marcos in Madrid und bekamen vier Töchter: Maria, Izabela und Yadwiga, die 1895 sehr früh an der Ruhr starb und Casanova in eine schwere Depression stürzte, und Halina, die in Galizien geboren wurde.
Nach der Hochzeit ließen sie sich in Drozdowo nieder, einem Dorf in der Gemeinde Gmina Piątnica in Nordpolen, aus dem Lutosławskis Familie stammte und das damals ein Teil Russlands war. Das Paar und seine Familie reisten jedoch jedes Jahr im Sommer nach Galicien, wodurch Casanova eine direkte Beziehung zu ihrem Heimatland aufrechterhalten konnte. Ihre ständigen Reisen als Folge der diplomatischen Laufbahn ihres Mannes verbanden sich mit ihrer Arbeit als Journalistin und dem Studium der Sprachen der Länder, in denen sie lebte, was es ihr ermöglichte, neben Spanisch und Galicisch sechs weitere Sprachen zu beherrschen: Französisch, Englisch, Italienisch, Polnisch, Portugiesisch und Russisch, Grundlage für ihre zukünftige Arbeit. Auf den Reisen lernte sie auch Persönlichkeiten aus der intellektuellen und politischen Welt kennen, wie Leo Tolstoi, Marie Curie, Alfred Morel-Fatio, deren Ansichten über Spanien sie in Büchern und Vorträgen festhielt.
Die Ehe ging in die Brüche. Die Tatsache, dass sie keine Söhne hatten, scheint einigen Biografien zufolge die Trennung des Paares beeinflusst zu haben, da Lutosławski auf der Suche nach dem Erben seines Namens Beziehungen zu anderen Frauen aufnahm. Casanova  beschloss 1905, sich dauerhaft in Spanien niederzulassen. Sie veröffentlichte literarische Werke in ABC, El Debate, Blanco y Negro, El Mundo und Galicia. Ihr Madrider Haus wurde zum Treffpunkt von Basilio Álvarez, Alfredo Vicenti, Santiago Ramón y Cajal, Alberto Insúa, Victoriano García Martí und Alfonso Daniel Rodríguez Castelao, der ihr Buch Princesa del amor hermoso (1909) illustrierte. Sie übte eine intensive soziale Tätigkeit aus, hielt Vorträge und beteiligte sich an soziale Aktivitäten.
Im Jahr 1906 wurde sie zum Mitglied der Real Academia Gallega gewählt. Nach der Veröffentlichung ihres Romans La mujer española en el extranjero („Die spanische Frau im Ausland“) im Jahr 1910 begann ihr Name in den literarischen Rubriken der spanischen Zeitungen zu erscheinen, und sie wurde bekannt. Sie nutzte diese Berühmtheit, um ihren Horizont über die Welt der Literatur hinaus zu erweitern, und widmete einen Teil ihrer Zeit der Wohltätigkeit und der Bildung. So war sie Vorsitzende des Comité Femenino de Higiene Popular in Madrid. 1911 wurde sie Mitglied der Academia Española de la Poesía Española (Spanische Akademie für spanische Poesie).
Casanova war eine der wenigen Frauen, die Benito Pérez Galdós mit Lob bedachte. Nach Gertrudis Gómez de Avellaneda hatte vor Casanova nur Rosario de Acuña ihre Dramen am Teatro Español aufgeführt. Pérez Galdós brachte am 12. März 1913 Casanovas erstes Stück, La madeja, zur Uraufführung. Die Entscheidung wurde auch durch den Einfluss der Hauptdarstellerin Matilde Moreno beeinflusst. Die Handlung verarbeitete die verbreitete Kritik an aus den Vereinigten Staaten kommenden feministischen Strömungen, dass sie aus dem Ausland kommend nur die Zerstörung der Familie wollten. Obwohl die Kritiker das Stück lobten, wurde die Komödie an den Folgetagen, mutmaßlich wegen der schlechten Aufführung am Premierenabend, nicht mehr aufgeführt.
Sie reiste häufig nach Polen, wo ihre Töchter lebten. Während einer dieser Reisen, im Juli 1914, brach der Erste Weltkrieg aus. Sie verließen Drozdowo in Richtung Warschau, wo Casanova als Krankenschwester Sterbende betreute. Diese Erfahrung veränderte ihr Leben. In einem Brief an die Zeitung ABC versuchte sie ihre Landsleute davon zu überzeugen, dass ihre wachsende Bewunderung für die Deutschen nicht gerechtfertigt war. Torcuato Luca de Tena y Álvarez Ossorio, Eigentümer und Herausgeber der Zeitung, schlug ihr vor, ABC-Korrespondentin in Osteuropa zu werden, ein Vorschlag, den sie annahm.
1915 erzwang der deutsche Vormarsch die Evakuierung Warschaus. Sie arbeitete weiter im Krankenhaus, bis die Deutschen in die Stadt eindrangen, und floh mit ihren Töchtern mit dem letzten Zug nach Minsk, Moskau und schließlich nach Sankt Petersburg. Die Romanow-Dynastie stand kurz vor dem Sturz, und die Schriftstellerin und Journalistin war Zeugin und Berichterstatterin der Ereignisse, nicht ohne Schwierigkeiten, da sie für ihre Chronik aus Sankt Petersburg, wo sie über Rasputins Tod berichtete und Trotzki interviewte, verfolgt und zensiert wurde. Die russische Zensur verbot ihr mit Spanien zu kommunizieren, und ihr Schweigen führte dazu, dass man sie für tot hielt.
Im Jahr 1917 erlebte sie die Russische Revolution und schrieb auch über die Ereignisse. Während einer niedergeschlagenen Demonstration auf dem Newski-Prospekt am 3. Juli 1927 wurde Casanova versehentlich von einem der Flüchtenden in die Augen geschossen. Als Folge dieses Unfalls konnte sie trotz der Behandlung, die sie erhielt, nie wieder richtig sehen. Trotzdem hörte sie nicht auf zu schreiben.
Im Jahr 1918 erlangte Polen seine Unabhängigkeit und Sofia Casanova zurückkehren. 1919 kehrte sie auch nach Spanien zurück und wurde mit zahlreichen Ehrungen als Heldin empfangen. Zwischen 1920 und 1930 reiste sie sechsmal nach Spanien zurück. Sie schrieb mehr als 400 Artikel und vier Bücher. Im Jahr 1925 gehörte sie zu den spanischen Kandidaten für den Literaturnobelpreis. Im selben Jahr erhielt sie das Gran Cruz des Zivilordens für Wohltätigkeit für ihre Zusammenarbeit mit dem Roten Kreuz während des Ersten Weltkriegs.

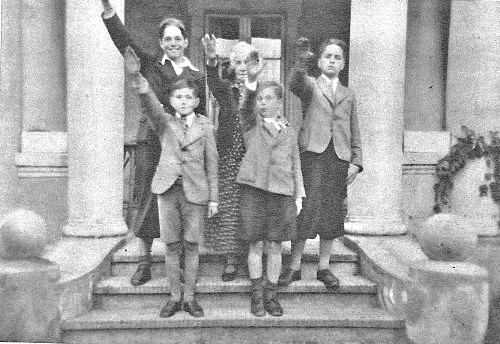
Sofía Casanova macht den faschistischen Gruß umgeben von ihren Enkelkindern in ihrem Haus in Polen 1938

1931 erlebte sie die Ausrufung der Zweiten Spanischen Republik mit der Überzeugung, dass das, was sie 1917 in Russland erlebt hatte, auch in ihrem Land geschehen würde. Als die Zeitung ABC geschlossen wurde, verlor sie für einige Monate ihren Arbeitsplatz. Dies führte zu einer immer stärkeren Abneigung gegen die Republikaner, am Ende in einem Artikel für ABC mit dem Titel Mirando a Rusia („Blickt nach Russland“) formuliert. Sie erlebte den Spanischen Bürgerkrieg von Warschau aus und schrieb von dort aus zur Verteidigung der Nationalisten. Ihre Unterstützung für Franco wird in den biografischen Arbeiten zu ihrer Person relativiert. Die Familie erlebte in Polen durch den Ersten Weltkrieg, die bolschewistische Revolution, die polnischen Grenzkriege und politische Verfolgungen eine schwere Zeit. Die Kehrseite der bolschewistischen Revolutionen und ihre eigenen eher konservativen Einstellungen führten dazu, dass die durch Franco in Spanien auch ausgenutzt wurde. Franco traf sich 1938 mit ihr in Burgos, wohin sie extra gebracht wurde. Im Dezember desselben Jahres erklärte sie gegenüber La Voz de Galicia, dass sie davon überzeugt sei, dass der von einem Teil der Armee provozierte Staatsstreich Spanien „Momente der Entwicklung und des Glanzes“ bringen werde.
1938 war sie auch zum letzten Mal in ihrer galizischen Heimat. Sie kehrte nach Polen zurück, um Weihnachten mit ihrer Familie zu verbringen, und wurde 1939 vom Ausbruch des Zweiten Weltkriegs überrascht, als die Deutschen polnisches Gebiet und sie gezwungen war, mit einer ihrer Töchter und ihren Enkelkindern in ein Dorf zu fliehen. Dank der Fürsprache des spanischen Botschafters in Berlin konnte sie aber in einiger Sicherheit leben.
Sie war korrespondierendes Mitglied der Real Academia Galega seit deren Gründung 1906 und wurde 1952 zum Ehrenmitglied ernannt.
Obwohl sie am Ende ihres Lebens fast blind war, schrieb sie mit Hilfe ihrer Enkelkinder, denen sie ihre letzten Erlebnisse diktierte, weiter. Sie starb am 16. Januar 1958, am 25. Januar veröffentlichte ABC einen kurzen Nachruf mit dem Titel Ha muerto Sofía Casanova.

## Werke
Casanovas literarisches Schaffen in Form von Erzählungen, Gedichten und Theaterstücken war sehr produktiv. Dazu gehören vier Gedichtbände, fünf Romane, acht Kurzromane, Kurzgeschichten, ein Theaterstück, ein Kinderbuch und acht Bände mit sozialen, kulturellen und politischen Kommentaren sowie mehr als tausend Artikel in galicischen, spanischen, lateinamerikanischen und polnischen Publikationen. Sie hielt sowohl in Spanien als auch in Polen zahlreiche Vorträge über die Situation der Frauen und die internationalen Beziehungen und übersetzte klassische Werke aus dem Polnischen und Russischen ins Spanische. Dazu gehören Werke von Henryk Sienkiewicz (Quo vadis?, 1903) und Sofja Wassiljewna Kowalewskaja (Una nihilista, Madrid, 1909) aus dem Polnischen.
Sie vertrat eine pazifistische und kriegsgegnerische Haltung, die sie in ihren Beiträgen für die Presse während der Rifkriege und der Semana Trágica in Barcelona zum Ausdruck brachte; am deutlichsten wird diese Haltung jedoch in den Berichten über Polen und Russland, die sie für die Presse schrieb und die in dem Buch De la guerra en el año 1916 („Über den Krieg im Jahr 1916“) veröffentlicht wurden. 
Ihre Werke wurden ins Polnische, Schwedische, Französische und Italienische  übersetzt.
In ihren letzten Lebensjahren veröffentlichte sie noch Sammlungen wie La novela semanal oder La novela corta.
Eine vollständige Bibliografie wurde von Rosario Martínez Martínez erstellt und ist auf der Website der Asociación Cultural Estudios Históricos de Galicia verfügbar.